# Ctenophthalmus nairicus
Ctenophthalmus nairicus är en loppart som beskrevs av Labunets et Avetisyan 1969. Ctenophthalmus nairicus ingår i släktet Ctenophthalmus och familjen mullvadsloppor. Inga underarter finns listade i Catalogue of Life.